# Idiocerus malkovskii
Idiocerus malkovskii är en insektsart som beskrevs av Mitjaev 1990. Idiocerus malkovskii ingår i släktet Idiocerus och familjen dvärgstritar. Inga underarter finns listade i Catalogue of Life.